# Розель, Сандро
Александре «Сандро» Розе́ль-и-Фелиу (кат. Alexandre Rosell i Feliu; 6 марта 1964, Барселона, Испания) — испанский предприниматель, президент футбольного клуба «Барселона» с 2010 по 2014 год. В 2003 году активно поддерживал заявку Жоана Лапорты на пост президента «Барселоны». Также принял активное участие по переходу в каталонский клуб бразильца Роналдиньо.

## Карьера игрока
В начале 80-х играл за клуб «Оспиталет» выступавший в Сегунде B.
В 1997 году играл в чемпионате Андорры за клуб «Принсипат».

## Карьера функционера

### Выборы 2003 года
Сандро Розель являлся одним из ближайших соратников барселонского адвоката Жоана Лапорты, который выдвинул свою кандидатуру на пост президента «Барселоны». Последний долгое время находился в тени основных претендентов на высший пост в клубе — Луиса Бассата и Хорди Майо. Однако грамотное использование теледебатов привлекли на него внимание. А после интервью Йохана Кройфа, в котором он заявил, что «знает его много лет, и абсолютно уверен в том, что с ним „Барса“ покорит все вершины», Лапорта и компания стали фаворитами президентской гонки. В конце концов «сосьос» и выбрали именно его.

### Первый год в клубе
В новом руководстве «Барселоны», Сандо Розель получил должность вице-президента клуба — фактически правой рукой президента. Они приняли клуб в тяжелом финансовом положении — долги клуба составляли 350 миллионов евро. Розель совместно с новым техническим директором клуба — Айтором «Чики» Бегиристайном принялись формировать тренерский штаб «Барселоны», а также обновлять её состав.
Одним из важнейших пунктов стало подписание полузащитника «Манчестер Юнайтед» Дэвида Бекхэма. Розель заявил, что «на 80 % уверен, что Дэвид наденет сине-гранатовую футболку». Однако Бекхэм перешёл не в «Барселону», а в стан основных конкурентов клуба — «Реал Мадрид».
В связи с этим Розель перевёл внимание на игравшего во французском клубе «Пари Сен-Жермен» бразильца Роналдиньо. Роналдиньо подписал контракт с каталонским клубом во многом, благодаря дружбе с Розелем, бывшим должностным лицом Nike в Бразилии.
В целом Розелю и Бегиристайну на покупках игроков удалось очень сильно сэкономить, так как это было жизненно важно для «Барселоны» и её финансового положения. Покупки были таковы:
- Роналдиньо — 27 млн евро (вместо требуемых 50)
- Рикардо Куарежма — 6 млн. (вместо 15)
- Рафаэль Маркес — 5 млн. (вместо 15)
- Луис Гарсия — 4 млн.
- Марио — 2.4 млн. (вместо 7)
- Рюшту Речбер — свободный агент
- Джованни ван Бронкхорст — свободный агент

Таким образом, вместо 91 миллиона евро Розель потратил всего 44,4.

### Разлад в отношениях и уход из клуба
«Барселона» пережила период восстановления. С 2003 года команда успела стать чемпионом Испании, чемпионом Каталонии, многие игроки зарабатывали индивидуальные награды (в особенности Роналдиньо — бразилец стал лучшим игроком планеты по версии ФИФА). К 2005 году бюджет клуба составил 250 миллионов евро. «Барселона» расплатилась почти со всеми долгами.
При всех этих составляющих, команду пронзает мощнейший руководящий кризис. В первую очередь, он связан с ссорой Жоана Лапорты и Сандро Розеля. Розель был чрезвычайно недоволен тем, что президент каталонского клуба не дает ему привести в команду нового тренера — бразильского «Сержанта» Сколари. Кроме того, вице-президент вступает в открытую конфронтацию с Франком Райкардом (не сошлись в вопросах формирования и комплектации состава — так звучит официальная версия), и через прессу советует Лапорте не слушать советов Йохана Кройфа. В феврале 2005 года, о кризисе внутри барселонской директивы уже открыто говорят СМИ.
В конце концов, после заявления Лапорты, о том, что «тот, кто идет против команды, не имеет ценности для меня», Сандро Розель принял решение об отставке с поста вице-президента клуба.

### После отставки в 2005
Покинув пост, Розель в 2006 написал книгу «Benvingut al mon real» (Добро пожаловать в реальный мир) о том, как «Барселона» прокладывала путь к финалу Лиги Чемпионов, который она в конечном счёте выиграла. В книге была показана оценка Розеля планам президента Лапорты, из-за которых ему пришлось покинуть свой пост.
В целом, после отставки Розель стал критиком Лапорты, критикующим его методы решения проблем в «Барселоне» и заявляя, что «во всех областях клуба имеется абсолютная монархия». Тем не менее, он горячо поддержал президента в некоторых его действиях. Например, при возвращении Пепа Гвардиолы в родной клуб, а также при подписании соглашения с ЮНИСЕФ.

### Выборы 2010
27 июня 2008 года в пресс-конференции Сандро Розель заявил, что он выдвигает свою кандидатуру на пост президента «Барселоны», так как срок действующего президента заканчивался в 2010 году. Когда у Розеля спросили, почему он должен голосовать против Лапорты, он сказал: «Это необходимо, поскольку текущее управление — не независимое или прозрачное и демократическое».
13 июня 2010 года, набрав 60 % голосов от членов клуба, Сандро Розель стал новым президентом «Барселоны». При этом он сказал, что готов сотрудничать с предыдущим президентом клуба, Жоаном Лапортой. Полномочия нового президента начались 1 июля 2010 года.

### «Дело Неймара» и уход из клуба
В мае 2013 года «Барселона» смогла заполучить молодого перспективного нападающего «Сантоса» и сборной Бразилии Неймара. Согласно опубликованным данным, сделка обошлась «Барселоне» в € 57 млн, а сумма отступных за игрока была установлена в € 190 млн; при этом самому бразильскому клубу досталось только € 17 млн, а € 40 млн были выплачены принадлежащей отцу Неймара компании N&N. Вскоре переход Неймара стал причиной финансового скандала и судебного разбирательства. В ряде испанских СМИ появились сообщения, что настоящая сумма сделки была гораздо выше озвученных € 57 млн и составила € 95 млн. Один из членов клуба, Жорди Касес, потребовал от руководства «Барселоны» раскрыть финансовые детали перехода Неймара. Не дождавшись ответа, Касес обратился в суд. Было открыто судебное расследование в подозрении в мошенничестве, неуплате налогов и получении взятки. Розелю пришлось признаться, что в действительности трансфер Неймара обошёлся «Барселоне» в € 82,6 млн, но отверг обвинения в нарушении закона. Тем не менее, в связи с разразившимся скандалом 23 января 2014 года Розель объявил о своей отставке. Его преемником в соответствии со статьей 33 Устава клуба стал вице-президент Жозеп Бартомеу. В марте 2016 года с Розеля были сняты все обвинения.